# Reacție periciclică
O reacție pericilice este un tip de reacție organică concertată, în care există o stare de tranziție ciclică conjugată. Cele mai multe reacții periciclice sunt transpozițiile și adițiile.

## Tipuri
Principalele tipuri de reacții periciclice sunt prezentate în tabelul următor (în bold cele mai importante și/sau comune). 
| Nume                         | Schimburi de legături | Schimburi de legături |
| Nume                         | Sigma                 | Pi                    |
| ---------------------------- | --------------------- | --------------------- |
| Reacții electrociclice       | + 1                   | − 1                   |
| Cicloadiții                  | + 2                   | − 2                   |
| Reacții sigmatropice         | 0                     | 0                     |
| Reacție cu transfer de grupă | 0                     | 0                     |
| Reacție chelatropică         | + 2                   | − 2                   |
| Reacție diotropică           | 0                     | 0                     |